# Senta flavescens
Senta flavescens là một loài bướm đêm trong họ Noctuidae.